# Aparapoderus thoracalis
Aparapoderus thoracalis es una especie de coleóptero de la familia Attelabidae.

## Distribución geográfica
Habita en Uganda.